# Burgenland-Romani

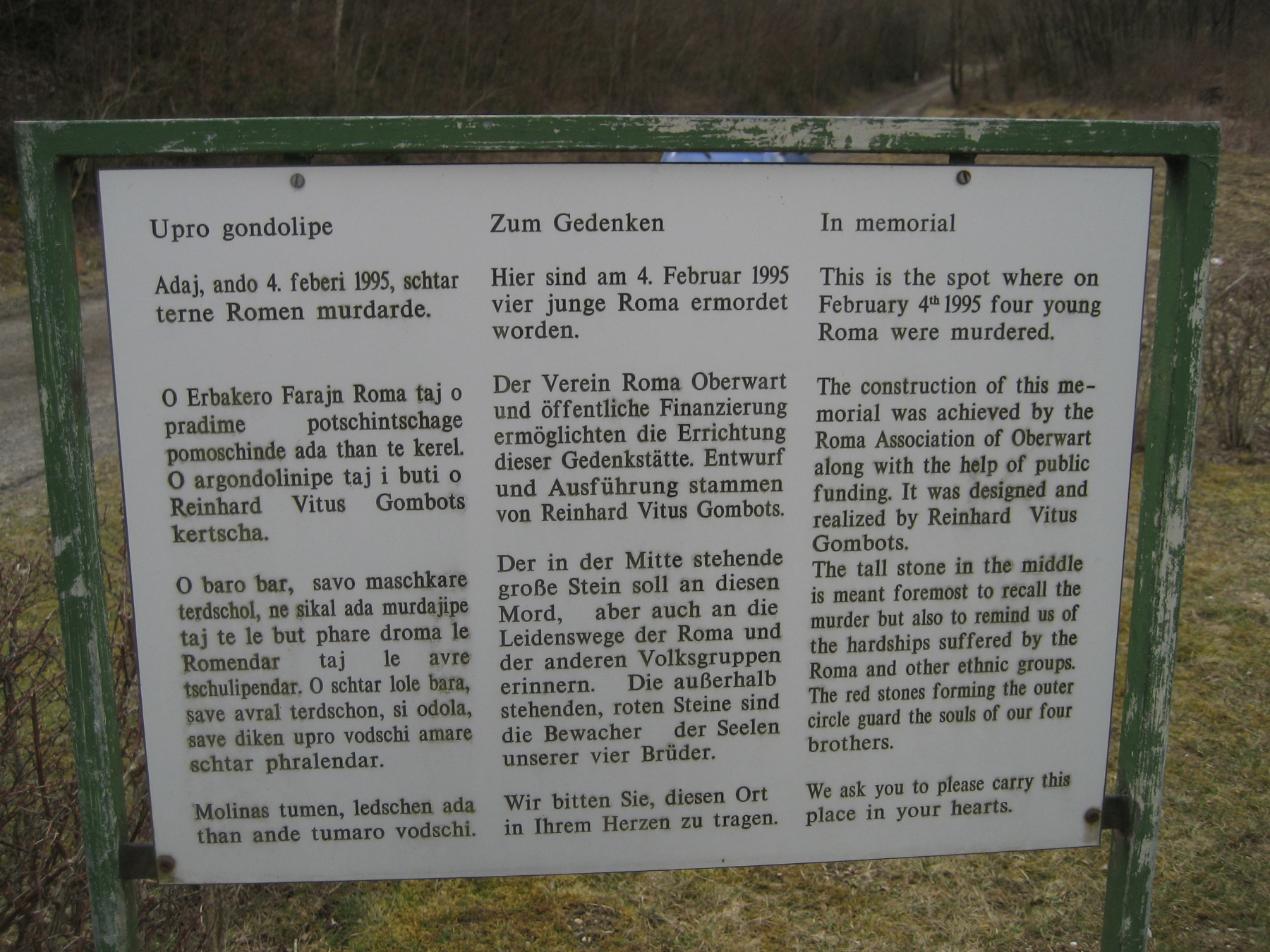
Dreisprachiges Mahnmal für die Opfer des Vierfachmordes im Jahr 1995 in Oberwart

Das Burgenland-Romani oder Roman ist eine zur Gruppe der südzentralen Dialekte zählende Lokalvarietät des Romani, die im österreichischen Burgenland als Minderheitssprache der Burgenlandroma anerkannt ist. Daneben gibt es vereinzelte Sprechergruppen in ostösterreichischen Städten wie Wien oder Graz. Seit März 2011 ist die Sprache als Roman – die Sprache der Burgenland-Roma in der Sparte Mündlich überlieferte Traditionen und Ausdrucksformen Teil des nationalen immateriellen Kulturerbes in Österreich.

## Geschichte
Das Romani ist seit dem späten 15. Jahrhundert im Burgenland beheimatet, als sich Roma aus Zentralungarn im westungarisch-pannonischen Raum ansiedelten. Die Geschichte der Burgenland-Roma und ihrer Sprache ist von jahrhundertelanger Diskriminierung, Stigmatisierung und Verfolgung geprägt,
die schließlich im Porajmos in der Zeit des Nationalsozialismus gipfelte. Nur etwa 400 der ursprünglich 7000 Burgenland-Roma überlebten den Völkermord.
In der zweiten Hälfte des 20. Jahrhunderts wurde die Sprache meist nur im familiären Bereich gesprochen und entwickelte sich wegen des Eisernen Vorhangs isoliert von ihren nächsten verwandten Varietäten in Ungarn und Slowenien. Erst im Zuge des grausamen Vierfachmordes an Roma durch den Terroristen Franz Fuchs wurde das Schicksal der Burgenland-Roma und ihrer Sprache einer breiteren Öffentlichkeit bekannt. Durch ein breit angelegtes Projekt mit der Universität Graz wurde ab Mitte der 1990er-Jahre an einer Kodifizierung des Burgenland-Romani gearbeitet. Heute gibt es neben mehreren Zeitschriften auch Radiobeiträge und eine monatlich ausgestrahlte Fernsehsendung des ORF auf Burgenland-Romani.

## Alphabet und Aussprache
Das Burgenland-Romani verfügt in der aktuell gültigen Orthographie über folgende 27 Buchstaben:
| Großbuchstaben | Großbuchstaben | Großbuchstaben | Großbuchstaben | Großbuchstaben | Großbuchstaben | Großbuchstaben | Großbuchstaben | Großbuchstaben |    | Kleinbuchstaben | Kleinbuchstaben | Kleinbuchstaben | Kleinbuchstaben | Kleinbuchstaben | Kleinbuchstaben | Kleinbuchstaben | Kleinbuchstaben | Kleinbuchstaben |
| -------------- | -------------- | -------------- | -------------- | -------------- | -------------- | -------------- | -------------- | -------------- | -- | --------------- | --------------- | --------------- | --------------- | --------------- | --------------- | --------------- | --------------- | --------------- |
| A              | B              | C              | D              | Dsch           | E              | F              | G              | H              | a  | b               | c               | d               | dsch            | e               | f               | g               | h               |                 |
| I              | J              | K              | Kh             | L              | M              | N              | O              | P              | i  | j               | k               | kh              | l               | m               | n               | o               | p               |                 |
| Ph             | R              | S              | Sch            | T              | Th             | Tsch           | U              | V              | ph | r               | s               | sch             | t               | th              | tsch            | u               | v               |                 |

Die deutschen Buchstaben "q", "w", "x", "y", "z", "ä", "ö", "ü" und "ß" existieren im Burgenland-Romani in der Regel nicht; sie werden mit "kv", "v", "ks", "i", "c", "e", "e", "i" und "s" wiedergegeben, und aus anderen Sprachen übernommene Wörter werden in der Regel nach den Schreibregeln des Burgenland-Romani phonetisch gesetzt, zum Beispiel: ekologija (Ökologie), kompjuteri (Computer), kvaliteta (Qualität).